# 빅맥

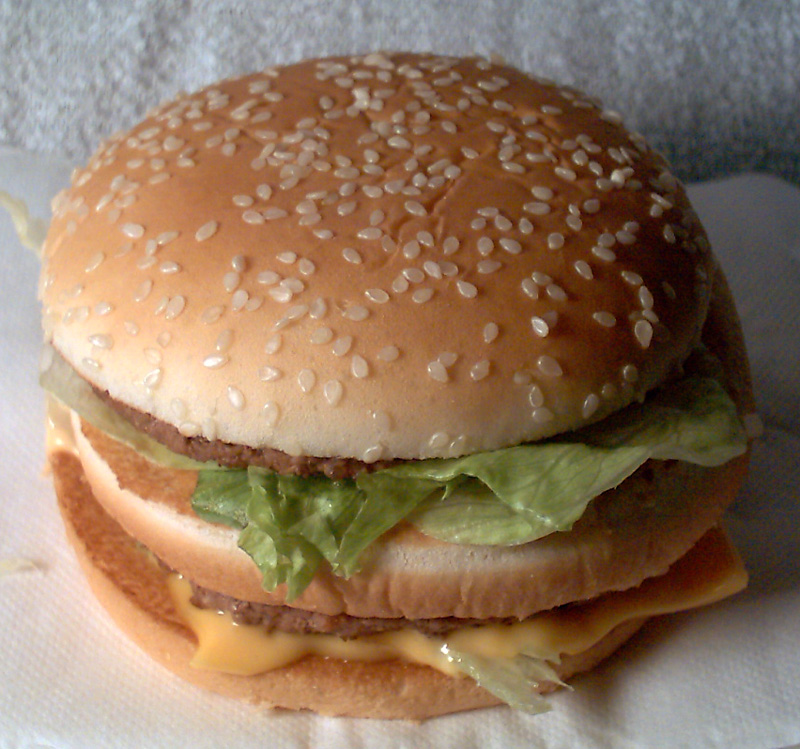
일본에서 판매중인 빅맥.

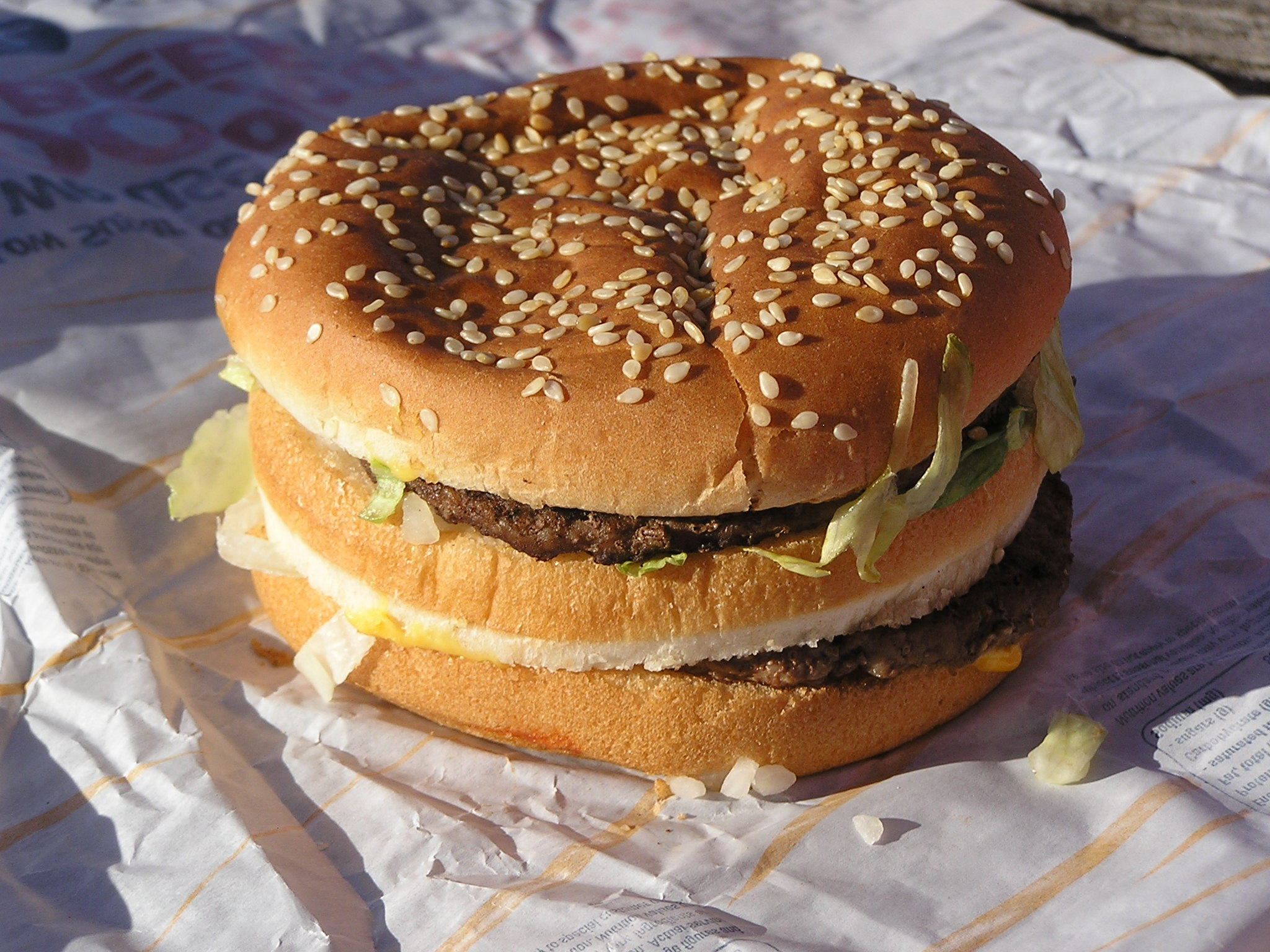
오스트레일리아에서 판매중인 빅맥.

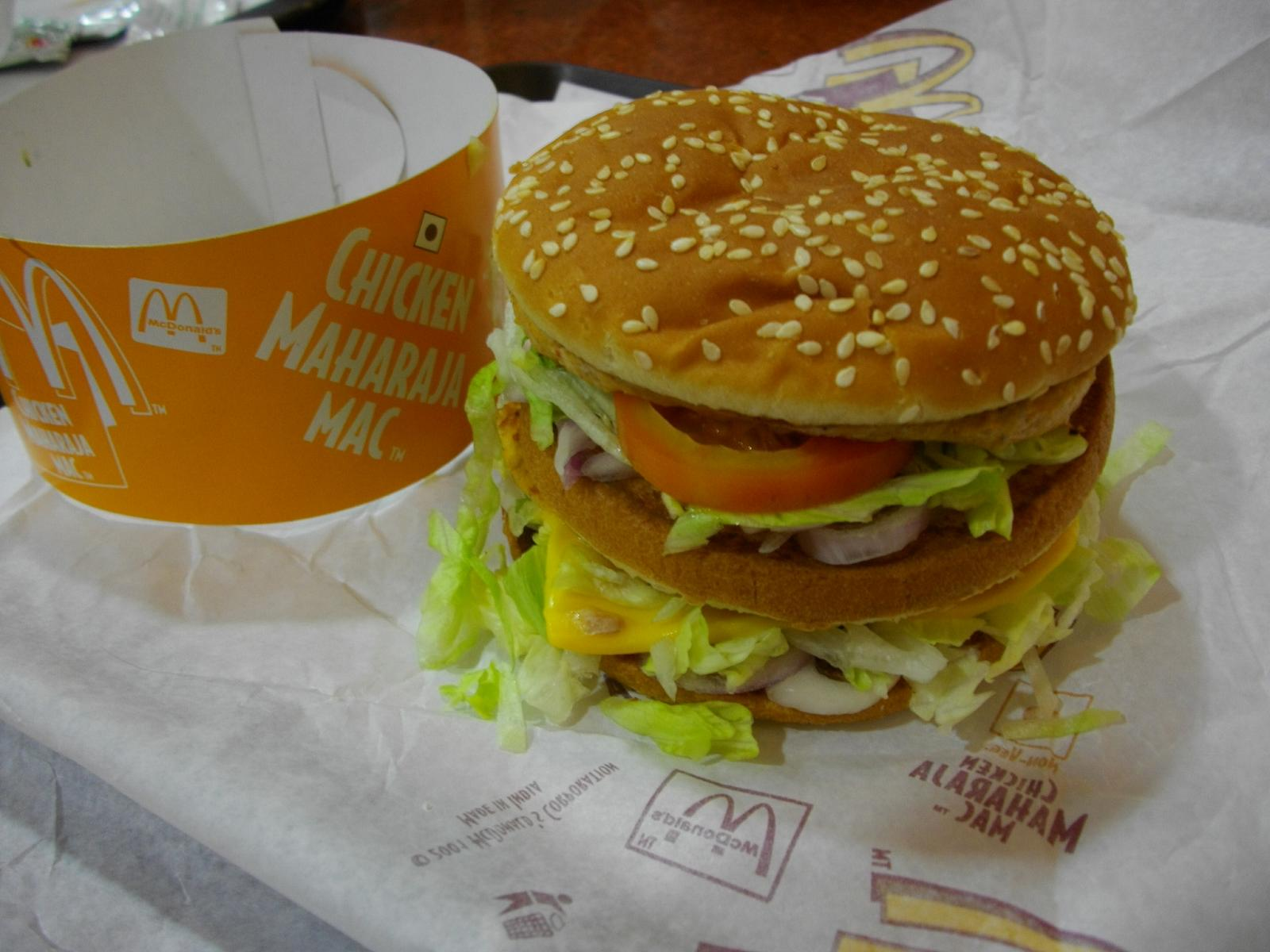
인도에서 판매중인 빅맥.

빅맥(Big Mac)은 미국의 패스트푸드 체인 맥도날드가 판매하고 있는 대형 햄버거이다.

## 개요
빅맥은 맥도날드가 창업으로부터 27년 후인 1967년부터 판매하고 있는 대형 햄버거로, 맥도날드 체인의 심볼과도 같은 햄버거다. 펜실베이니아주 유니언 타운에 있는 맥도날드 프랜차이즈점의 Jim Delligatti가 발명했다. 당초 가격은 45센트였다.
빵 3개(위로부터 '크라운', '클럽', '힐')에 패티 2개와 양상추나 잘게 썬 양파 등의 채소, 피클이 사이에 끼워져 있다. 아래의 단에는 치즈가 사이에 놓여 있다. '빅맥 소스'라고 불리는, 사우전드 아일랜드 드레싱과 비슷한 전용 소스가 사용된다. 이 소스에는 양파와 겨자가 포함되어 있다.
빵의 '클럽'(가운데 층)부분은 양면 모두 구워졌지만, 조리에 시간이 걸리는 등의 이유로 2004~2005년에 도입된 'made for you' 시스템(주문을 받은 후 조리에 들어가는 것을 통해 낭비를 줄이고 신선도를 높인 조리·판매 체계)도입 이후에는 한 면만 굽게 되었다. 때문에 먹을 때의 느낌이나 맛이 달라졌으며, 이에 대한 평가는 기호에 따라 나뉘고 있다.
높이는 최대 8~9cm에 직경은 약 11cm 정도이며, 이는 다른 햄버거 체인점에서는 찾기 힘들 정도로 큰 것이다. 맥도날드의 햄버거 상품은 아이부터 어른까지 폭넓은 소비자층에 대응할 수 있도록 그다지 크지 않은 경향이 있지만, 빅맥은 예외적으로 대형이다.
2007년에는 빅맥 탄생 40주년을 기념하여 펜실베이니아 주에 빅맥 박물관이 개설되었다.

## 한국에서의 빅맥
대한민국에서는 1988년 맥도날드 한국법인인 한국맥도날드가 설립되었을 때 첫 선을 보였으며 그 당시 지상파 채널인 한국방송공사와 문화방송에서 광고방송을 하였을 때 널리 알려졌다. 지금까지 광고의 노래가 유명하다.
현재까지 맥도날드의 메인 메뉴로 손꼽히고 있다.

## 빅맥 45주년 이벤트
한국 맥도날드는 빅맥 출시 45주년을 기념해 다양한 이벤트를 했다.

### 메가맥
메가맥은 빅맥보다 더 큰 사이즈로 나온 맥도날드의 햄버거이다. 대한민국에는 전국적으로 판매되던 때가 3번 있었다. 또한 메가맥은 빅맥의 패티보다 패티가 2배 더 많으며(총 4장), 대한민국에서는 2012년 2013년, 2015년에 한시적으로 판매되었다. 런치 세일 가격이 적용되지 않는다. 이후에는 이태원에 있는 맥도날드에서만 판매되고 있었으나 2016년부터 모든지점에서 판매되고 있다, 다만 비공식 메뉴로 제공한다.

### 맥 스낵랩
맥 스낵랩은 빅맥에 쓰이는 패티와 피클, 치즈 등을 토르티야에 감싸 만든 제품이다. 메가맥과 같이 동년 3월 17일까지만 판매된다.

### 빅맥송
빅맥송은 빅맥의 탄생 45주년을 맞아 대한민국 맥도날드 사에서 만든 노래이다. 1974년 광고대행사 DDB Worldwide를 통해서 최초로 시작되었다.
빅맥송이 출현한지 얼마 지나지 않아 대한민국에서 빅맥송 가사를 잘못 불렀는데 얼떨결에 맥 스낵랩을 주문시키게 된다는 내용의 맥도날드 광고가 전파를 탔다. 2020년 유튜브에서 유명해진 빅맥송 영상이 도화선이 되어 빅맥송 가사를 바꾸어 빅맥을 커스터마이징하는 인터넷 밈이 생겨났다.

## 세계 각국 빅맥의 영양가
| 나라                                | 칼로리 | 탄수화물  | 단백질    | 지방      | 식이섬유  | 나트륨       | 중량 | 외부 링크    |
| ----------------------------------- | ------ | --------- | --------- | --------- | --------- | ------------ | ---- | ------------ |
|                                     |        |           |           |           |           |              |      |              |
| 오스트레일리아                      | 480    | 36.2g     | 25.3g     | 24.9g     |           | 800 mg       |      | .au pdf파일  |
| 캐나다                              | 520    | 44g (15%) | 24g       | 29g (45%) | 3 g (12%) | 1020mg (43%) | 208g | .ca          |
| 덴마크                              | 497    | 43g       | 27.1g     | 24.1g     |           |              | 219g | .dk          |
| 영국                                | 493    | 44g       | 26.7g     | 22.9g     | 5.9g      | 2.25g        |      | .uk pdf파일  |
| 독일                                | 503    | 44g       | 26g       | 25g       |           |              |      | .de          |
| 프랑스                              | 492    | 38.9g     | 26.2g     | 25.8g     | 4.2g      | 900mg        |      | .fr          |
| 인도 - West Zone (치킨 마하라자 맥) | 573    | 54g       | 32g       | 26g       |           |              | 255g | .com         |
| 일본                                | 555    | 45.4g     | 25.4g     | 30.2g     |           | 2.0g         |      | .jp          |
| 대한민국                            | 525    | 46g       | 27g       | 27g       |           | 1000mg       | 213g | .kr          |
| 중국                                | 500    | 45g       | 26g       | 24g       |           | 870mg        |      | .cn          |
| 말레이시아                          | 484    | 46g       | 26g       | 23g       |           | 730mg        | 209g | .my          |
| 멕시코                              | 600    | 50g       | 25g       | 33g       | 4g        | 1050mg       | 219g | .mx          |
| 튀르키예                            | 496    | 49.8g     | 27.9g     | 21.1g     |           | 810.9mg      |      | .tr          |
| 미국                                | 560    | 47g (16%) | 25g (45%) | 30g (47%) | 3g (14%)  | 1010mg (42%) | 219g | .com pdf파일 |

## 빅맥 지수
이 햄버거는 세계 각지에서 비슷한 사이즈와 품질로 판매되고 있다. 그리고 그 가격은 국제시장에서 변화하는 환율에 관계없이 현지의 경제적 사정에 의해 결정된다.
이러한 조건에 따라 각국 통화의 실질적인 가치를 측정하는 데에 있어 이 빅맥의 유용성을 주목하는 경제학자도 있어, 이 지표는 빅맥 지수로 불리고 있다. 이 지표는 영국 경제 신문인 이코노미스트에 발표되었다.

## 같이 보기
- 슈퍼 사이즈 미 - 맥도날드의 슈퍼 사이즈 제품만을 1개월간 계속 먹은 모습을 기록하고, 그것을 바탕으로 맥도날드를 비판하는 다큐멘터리 영화.
- 맥도날드